# كوبالت-60
كوبالت-60 رمزه 60Co وهو النظير المشع لعنصر الكوبالت، وله فترة عمر النصف 5.27 سنة، وهو نظير اصطناعي غير موجود في الطبيعة، و يتم إنتاجه بشكل اصطناعي عن طريق التنشيط النيتروني من نظير كوبالت-59 بقذفة في مفاعل نووي بالنيوترونات. كوبالت-60 يتحلل عن طريق إضمحلال بيتا إلي نظير مستقر للنيكل (نيكل-60)، وينتج من اضمحلاله انبعات أشعة غاما وطاقتان قياسهما 1.17 و 1.33 ميغا إلكترون فولت .
أسهل طريقة لتحضير الكوبالت-60 تسير عبر تنشيط الحديد-58 بالنيوترونات فينتج كوبالت-60. كوبالت-60 يتحلل بتحلل بيتا طبيعيا (لأنه عنصر مشع) وينتج منه النيكل-60 ، ويصدر إلكترون وشعاعي جاما ذوي طاقة 1.17 و 1.33 MeV؛
أي أن التفاعل بالكامل :
cobalt-59 + n → cobalt-60 → nickel-60 + e− + Electron antineutrino + gamma rays.
نستنتج من هذه التفاعلات أنه بتصويب نيوترونات عل الكوبالت 59 ينتج الكوبالت المشع كوبالت-60 ؛ الذي يتحلل طبيعيا بإصدار إلكترون ونيوترينو إلكتروني وأشعة جاما.

## النشاط والاضمحلال

الطيف الترددي لإضمحلال غاما للكوبالت-60، والمقابلة لطاقات 1.1732 و 1.3325 ميغا إلكترون فولت

يحدث من فترة عمر النصف نشاط إشعاعي للجرام الواحد من الكوبالت-60 حوالي 44 تيرابكريل (1100 كوري)، ويرتبط ثابت الجرعة الممتصة إلي طاقة الإضمحلال والوقت.
كوبالت-60 يشع إشعاعا كثافته 0,35 ملي زيفرت / (جيغا بكريل في الساعة) غلى بعد 1 متر من المنبع، وهذا يسمح بحساب الجرعة المكافئة والذي يعتمد على المسافة والنشاط.
يمكن الحصول على كوبالت-60 أيضا كالناتج الابن من تحلل β− لنظير الحديد 60Fe (فترة عمر النصف 1,5×106" سنوات):
{\displaystyle \mathrm {^{60}_{27}Co} \rightarrow \mathrm {^{60}_{28}Ni} +e^{-}+{\bar {\nu }}_{e}.}
كوبالت-60 أيضا يخضع لاضمحلال بيتا (عمر النصف 5.2713 عاماً)، الذي ينتج نظائر مستقرة من النيكل : {\displaystyle \mathrm {^{60}_{27}Co} \rightarrow \mathrm {^{60}_{28}Ni} +e^{-}+{\bar {\nu }}_{e}.}

## أيزومرات
يعرف الإيزومير الواحد للكوبالت-60 بالخصائص التالية:
- الوزن الزائد: −61 590,4(6) كيلو إلكترون فولت.
- طاقة الإثارة: 58,59(1) كيلو إلكترون فولت.
- عمر النصف: 10,467(6) دقيقة
- الزيادة والنقصان وتكافؤ النواة: 2+.

انهيار حالة الإيزومرات يحدث من خلال الوسائل التالية:
- الانتقال أيزوميرياً إلي الحالة الأرضية (احتمال ~ 100٪).
- إضمحلال بيتاβ− (احتمال 0.24 (3)٪).

## الحصول عليه
يمكن الحصول عليه بشكل اصطناعي بتعريض النظير المستقر للكوبالت وبالتحديد 59Co فقط وبتعريضه لوابل من النيوترونات (في مفاعل نووي، أو باستخدام مولد نيترونات).

## الاستعمال
كوبالت-60 يستخدم في إنتاج أشعة غاما وطاقة من نحو 1.3 ميغا إلكترون فولت والتي تستخدم ل:
- تعقيم المواد الغذائية، والأدوات الطبية والمواد.
- تنشيط البذور (لتحفيز نمو وإنتاجية محاصيل الحبوب والخضار).
- إزالة التلوث ومعالجة مياه النفايات الصناعية والنفايات الصلبة والسائلة من أنواع مختلفة من الصناعات.
- التعديل الإشعاعى من خصائص البوليمرات و منتجاتها.
- علاج مختلف الأمراض إشعاعياً
- التصوير الطبي بأشعة غاما

و أيضا، يتم استخدام الكوبالت-60 في التحكم في مستوى المعادن في قالب الصب المستمر للفولاذ، وهي واحدة من النظائر التي تستخدم في مصادر طاقة النظائر المشعة.

## تكافؤ (فيزياء)
في عام 1957 اكتشفت الفيزيائية الأمريكة الصينية الأصل شينغ-شيونغ وو وزملاؤها ظاهرة عدم انحفاظ التكافؤ خلال تحلل بيتا للكوبالت-60 ، مما يبين أن طبيعة الكون لا تسير على نفس النمظ إذا انعكست بعض الظواهر الطبيعية على مرآة
, handedness.
في تجربة وو وجهت عينة كوبالت-60 المشعة عن طريق تبريدها إلى درجة حرارة منخفضة في وجود مجال مغناطيسي . وبينت المشاهدات أن الأشعة الصادرة من العينة أثناء تحلل بيتا β- (وهي إلكترونات) كانت تصدر في اتجاه مخالف بالنسبة إلى اتجاه  العزم المغزلي النووي nuclear spin. عدم التكافؤ هذا كان شيئا جديدا في الطبيعة، حيث أن العلماء كانوا حتى ذلك الوقت يعتقدون أن جميع العمليات الطبيعية تسير وفق مبدأ انحفاظ التكافؤ.